# 강릉 보현사 대웅전
강릉 보현사 대웅전(江陵 普賢寺 大雄殿)은 대한민국 강원특별자치도 강릉시 보현사에 있는 대웅전이다. 1984년 6월 2일 강원특별자치도의 문화재자료 제37호로 지정되었다.

## 개요
보현사는 신라 진덕여왕 4년(650)에 자장율사가 세운 절이다. 후에 낭원대사가 고쳐 세웠고 ‘지장선원’으로 이름이 바뀌었다.
대웅전은 조선 후기에 세운 건물로 규모는 앞면 3칸·옆면 3칸이며, 지붕은 옆면에서 볼 때 여덟 팔(八)자 모양인 팔작지붕이다. 지붕 처마를 받치기 위해 장식하여 만든 공포는 기둥 위와 기둥 사이에도 있는 다포 양식으로 꾸몄다. 건물 안에는 흙으로 만든 삼존불상을 모시고 있고, ‘도광 2년(1822)’이라고 쓴 기록이 있는 후불탱화와 ‘가경 4년 기미(1799)’라는 기록이 있는 탱화가 있다.
건물 앞에는 석탑재와 석사자 등 화강암 석재들이 남아 있다.

## 같이 보기
- 보현사

## 참고 자료
- 보현사대웅전 - 국가유산청 국가유산포털